# Herbert Dixon
Herbert Dixon (23 janvier 1880 - 20 juillet 1950)  est un homme politique unioniste d'Irlande du Nord.

## Jeunesse
Dixon est né à Belfast, le quatrième fils de Sir Daniel Dixon (1er baronnet), et d'Annie Shaw. Il fait ses études à la Rugby School et au Royal Military College de Sandhurst, avant d'être nommé sous-lieutenant dans les Royal Inniskilling Fusiliers le 20 janvier 1900. Il est promu lieutenant le 14 mai 1901 et sert avec le 6th (Inniskilling) Dragoons pendant la seconde guerre des Boers en Afrique du Sud en 1902 . Après la guerre, il rentre chez lui en septembre 1902, et est affecté au Camp Curragh. Il combat ensuite avec l'armée britannique pendant la Première Guerre mondiale.

## Carrière politique
En 1918, Dixon est élu député unioniste pour le siège de Belfast Pottinger, devenant représentant de Belfast-Est quatre ans plus tard. Il est également élu au Parlement d'Irlande du Nord en 1921 en tant que député de Belfast East, étant nommé secrétaire parlementaire du ministère des Finances, et est réélu député du siège de Belfast Bloomfield en 1929.
Dixon est nommé OBE en 1919 et admis au Conseil privé d'Irlande du Nord en 1923. En 1939, il est élevé à la pairie en tant que baron Glentoran, de Ballyalloly dans le comté de Down. Il est secrétaire parlementaire du ministère des Finances et whip en chef du gouvernement de 1921 à 1942 et ministre de l'Agriculture au Parlement d'Irlande du Nord de 1941 à 1943. En mai 1950, il succède à son frère aîné Sir Thomas Dixon comme troisième baronnet.

## Mariage et enfants
Le 25 novembre 1905, Lord Glentoran épouse Emily Ina Florence Bingham, fille de John Bingham (5e baron Clanmorris) (en). Ils ont cinq enfants ensemble  :
- Daphne Maude Dixon (décédée le 6 avril 1942)
- Anne Lavinia Dixon (décédée le 16 septembre 1971)
- Angela Ierne Evelyn Dixon (née le 16 février 1907, décédée en octobre 2003), épouse le capitaine de corvette Peter Ross (né le 8 août 1906, tué au combat le 14 octobre 1940), fils aîné d'Una Ross, 25e baronne de Ros avec dont elle a deux filles dont Georgiana Maxwell, 26e baronne de Ros.
- Colonel Daniel Dixon (2e baron Glentoran) (né le 19 janvier 1912, mort le 22 juillet 1995)
- Patricia Clare Dixon (née en 1919)

Lord Glentoran est décédé en juillet 1950, à l'âge de 70 ans, et son fils Daniel lui succède. Lady Glentoran est décédée en 1957.

## Sources
- Kidd, Charles, Williamson, David (éditeurs). La pairie et le baronnet de Debrett (édition 1990). New York : St Martin's Press, 1990